# Зябровка (аеродром)

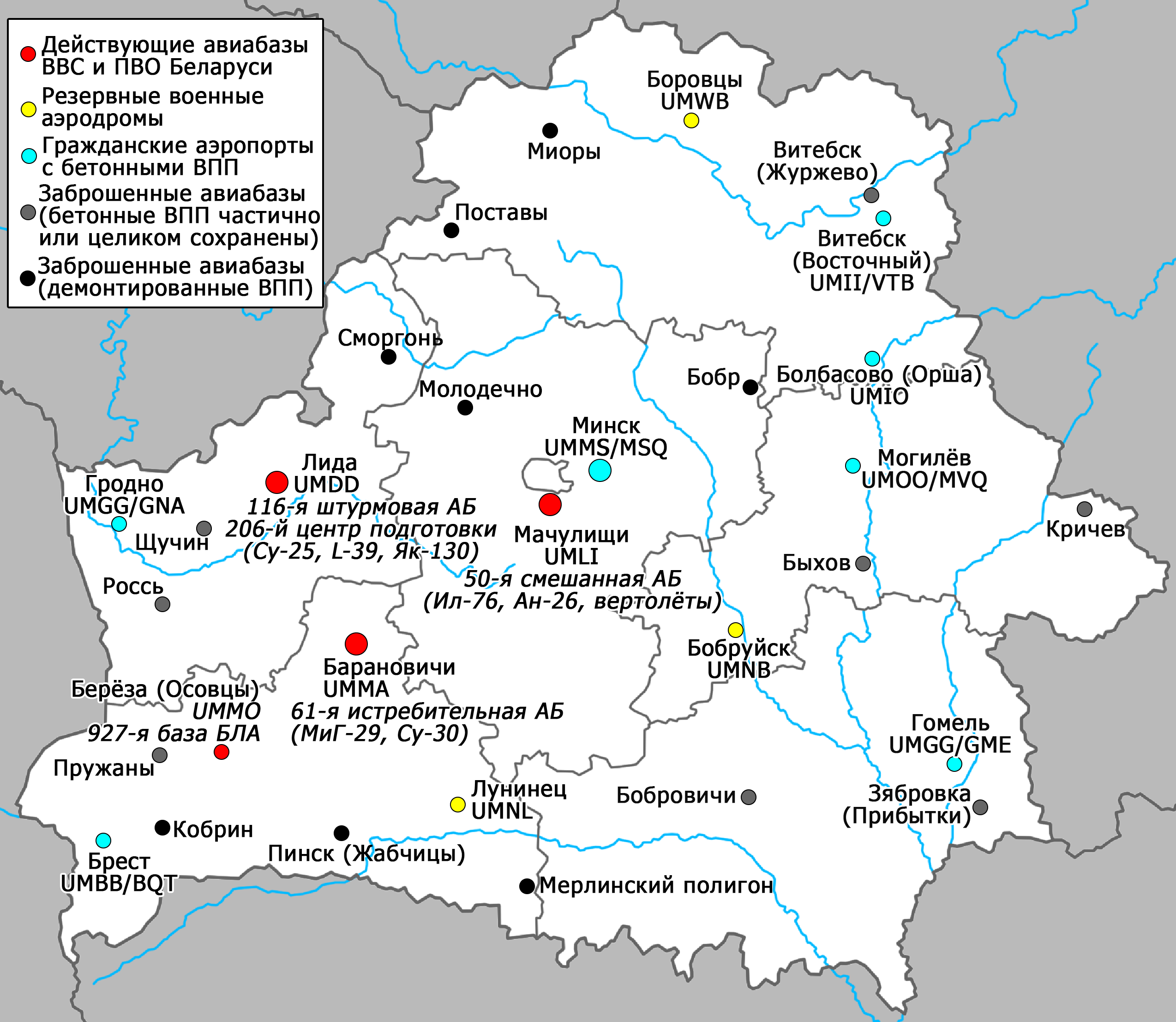
Авіабази, резервні військові аеродроми та цивільні аеропорти Білорусі

52°18′22″ пн. ш. 31°09′44″ сх. д. / 52.30611111° пн. ш. 31.16225° сх. д.
Прибитки (або Зябровка) — білоруська військова авіабаза в Гомельській області, за 16 км на південний схід від Гомеля.

## Історія
На початку 1960-х з аеродрому здійснювалися польоти на Ту-16Р. Був відремонтований у 1963 році. У 1966 році аеродром отримав Ту-22Р, а до 1967 року там базувалося 24 літаки.
Прибитки були одним із дев'яти основних місць експлуатації Ту-22 у середині 1960-х років. Літакам-розвідникам ставилися завдання на Балтиці та в Північній Європі. З 1973 по 1980-і роки тут тренувалися на Ту-22 пілоти з Лівії та Іраку. В 1994 підрозділи Ту-22 були розформовані, а літаки відправлені в Енгельс-2 на утилізацію.
У Прибитках базувався Одрап 290 (290-й гвардійський розвідувальний авіаполк далекої дії), що літав на Ту-16Р з початку 1960-х по 1994 рік і на Ту-22РДМ — з 1960-х по 1994 рік; а також кілька Ту-22Р. З 1960 по 1980 полк входив до складу 6-го бомбардувального авіаційного корпусу, а з 1980 по 1994 — до складу 46-ї повітряної армії.

### Російсько-українська війна
Під час вторгнення Росії до України у 2022 році російські військові розмістили тут ударні гелікоптери. Аеропорт передано в оперативне управління ЗС Росії.
В ніч з 10 на 11 серпня у районі білоруського аеродрому Зябровка пролунали вибухи. За інформацією моніторингової групи «Беларускі Гаюн», спалахи та вибухи пролунали в районі Зябровки близько 00:20-30.
Вранці 11 серпня МО Білорусі заявило, що «10 серпня близько 23:00 під час контрольного пробігу однієї з одиниць техніки після проведеної заміни двигуна стався її спалах. Постраждалих немає».
Згодом «Беларускі Гаюн» показав відео вибухів в районі аеродрому, і зазначив: «Видно чіткий великий спалах, не схожий на „загоряння двигуна“. За уточненими даними, спалахи та вибухи в районі аеродрому „Зябрівка“ почалися близько 00:20 11 серпня, що вже саме собою повністю спростовує інформацію Міноборони Білорусі».
Згідно опублікованих 13 серпня супутникових знімків видно, що невідомі особи змогли підірвати як мінімум одну одиницю ворожої техніки, для ліквідації наслідків довелось залучати один автокран та одразу дві гусеничні БРЕМ на базі Т-72. Інші важливі частини ворожого летовища, як то база палива, стоянка для літаків чи гвинтокрилів, стоянка для автомобільного транспорту ушкоджень не отримали. Тому росіяни і далі можуть використовувати «Зябровку» як свій опорний пункт в Білорусі.